# Сільян (озеро)
Сільян (швед. Siljan) — кратерне озеро у шведському ландскапі Даларна.

## Метеоритний кратер
Озеро розташоване по південно-західному периметру Кільця Сільян (шведською: Siljansringen), кругової геологічної формації, яка була утворена 377 000 000 років тому, в Девонський період значним ударом метеорита. Виниклий ударний кратер наповнився з часом молодими осадовими гірськими породами, перш за все вапняком. Сьогоднішнє озеро та околиці виникли в льодовиковий період в результаті неодноразового поширення льодовиків. Причому льодовики сильніше змінили сам кратер через легку ерозію порід, що наповнювали його, чим околиці. Первісний кратер, зараз в основному зруйнований, за оцінками, був близько 52 км (32 милі) в діаметрі і є найкрупнішим відомим кратером в Європі (окрім Росії). Кембрійські, ордовицькі і силурійські осадові породи, деформовані ударом, багаті копалинами. Деякі люди підозрюють, що там може бути нафта, але буріння досі не увінчалися успіхом. Є великі родовища свинцю і цинку в області Бода.

## Географія
Площа озера становить 290 км² (з урахуванням прилеглих озер Урсашен та Іншен — 354 км²), найбільша глибина 134 м, об'єм води близько 37 км³ (42 км³, відповідно). Його поверхня знаходиться на висоті 161 м над рівнем моря. Через озеро протікає річка Естердалельвен. Є шостим за величиною озером у Швеції. На озері є безліч островів, з яких найбільший Соллерен (7,5 км в довжину, 4 км в ширину). На берегах озера розташовані населені пункти Лександ, Мура і Реттвік. Найбільше з них місто Мура.
На межі XIX—XX ст. на Сільяні існував жвавий рух на парових човнах. Сьогодні по озеру курсують прогулянкові човни. Традиційно в кінці червня — початку липня на озері проходять змагання веслярів на церковних човнах (традиційні човни для недільного відвідування церкви).

## Світлини

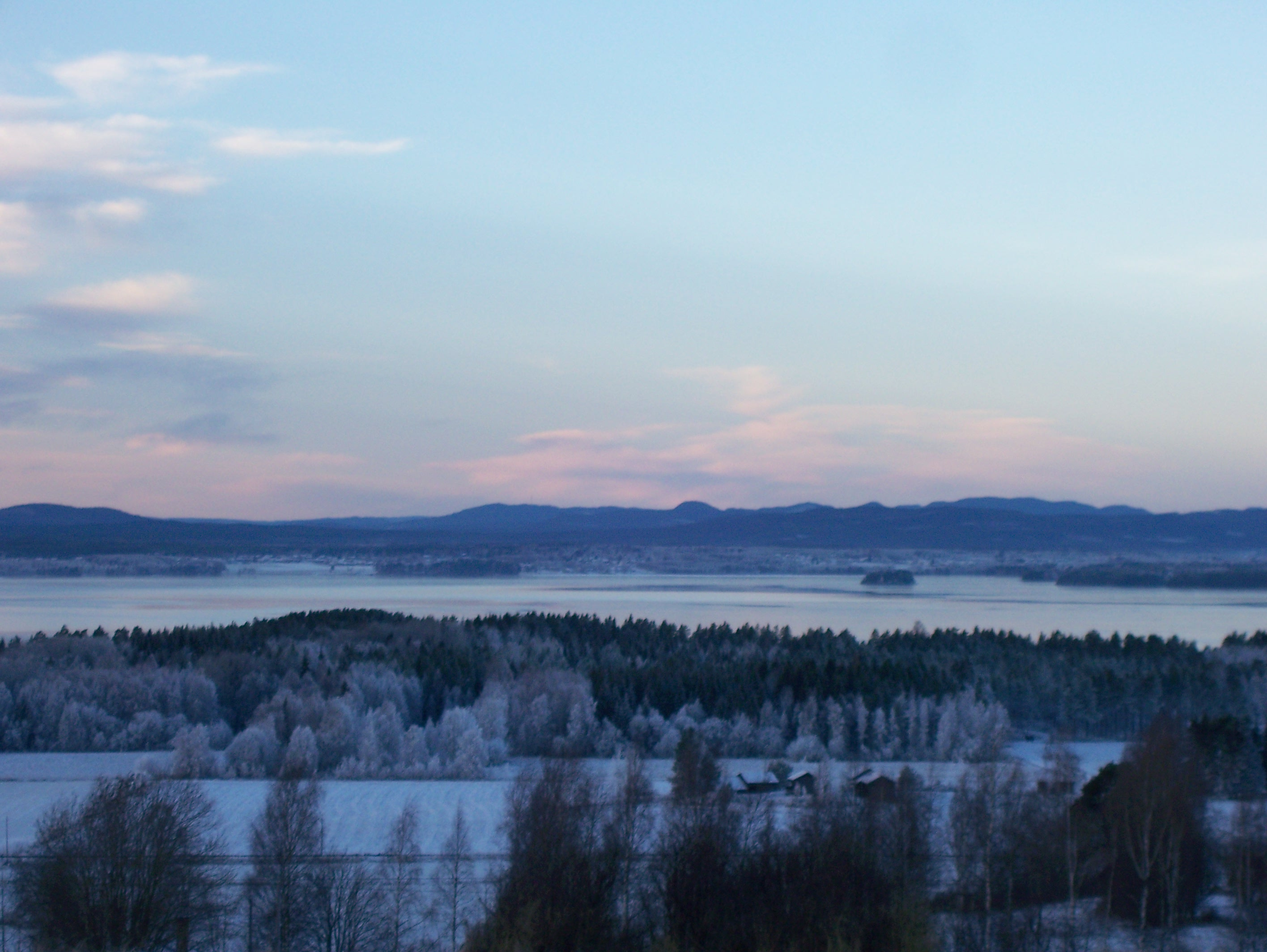
Вигляд на Сільян